# .tp
.tp為東帝汶國家及地區頂級域（ccTLD）的舊域名，現已改用.tl。该域名来自葡萄牙语“Timor Português”。该域名于1997年官方启用，2015年剔除。

## 外部連結
- Legacy www.nic.tp website
- IANA .tp whois information（页面存档备份，存于）
- IANA .tl whois information（页面存档备份，存于）

1. ↑  何弘主编. . 西安：西安出版社. 2000-07: 201–202. ISBN 7-80594-644-2.
2. ↑  （德）赫伯特·蒂尔曼（Herbert Tillmann）编；梁瑛等译. . 北京：中国广播电视出版社. 2002: 440–442. ISBN 7-5043-3793-5.
3. ↑  刘丕娥主编. . 哈尔滨：哈尔滨工业大学出版社. 2010: 342–345. ISBN 978-7-5603-3056-3.